# Maroskece község
Maroskece község (románul: Comuna Chețani) község Maros megyében, Romániában. Központja Maroskece, beosztott falvai Berekszéle, Gerendkeresztúr, Györgyed, Hadrév, Kardos (Románia), Linc.

## Népessége
A 2002-es népszámlálás adatai alapján a község népessége még 2889 fő volt 
A 2011-es népszámlálás adatai alapján a község népessége 2665 fő volt.
A község 81,16%-a román, 13,02%-a magyar, 3,68% cigány és 2,1%-a ismeretlen nemzetiségű.
Vallásilag 70,65%-a ortodox, 12,15%-a református, 10,13%-a görögkatolikus, 3,71%-a pünkösdista, 3,33%-a pedig más/ismeretlen vallású. 